# Список родов совок/Q

Список родов совок включает более 4000 родов бабочек семейства Noctuidae. Семейство включает большое число вредителей сельского и лесного хозяйства, некоторые имеют карантинное значение. Список состоит из научных латинских названий таксона, указанных рядом с ними имени учёного, впервые описавшего данный таксон, и года, в котором это произошло, а также типового вида на основании которого был выделен родовой таксон.
| Оглавление: A B C D E F G H I J K L M N O P Q R S T U V W X Y Z |

## Список таксонов
| Род        | Автор и год описания | Типовой вид                                       | Примечание |
| ---------- | -------------------- | ------------------------------------------------- | ---------- |
| Quadratala | Berio, 1976          | Quadratala atribruna Berio, 1976                  | [ 4 ]      |
| Quandara   | Nye, 1975            | Quandara hypozonata (Hampson, 1910)               | [ 5 ]      |
| Quaramia   | Berio, 1988          | Quaramia grisealis (Denis & Schiffermüller, 1775) | [ 6 ]      |